# Rhesala malayica
Rhesala malayica är en fjärilsart som beskrevs av George Francis Hampson 1926. Rhesala malayica ingår i släktet Rhesala och familjen nattflyn. Inga underarter finns listade.